# Jüdischer Friedhof (Harzheim)
Der Jüdische Friedhof Harzheim liegt am Schwammberger Weg in Harzheim, einem Stadtteil von Mechernich im Kreis Euskirchen in Nordrhein-Westfalen. Eigentümer der 316 m² großen Parzelle ist der Landesverband der Jüdischen Gemeinden von Nordrhein.
Der jüdische Friedhof wurde schon vor 1812 belegt. Wie lange er belegt wurde, ist nicht feststellbar, da keine Grabsteine (Mazewot) mehr vorhanden sind. 1922 waren noch Reste der Umfassungsmauer vorhanden. Viele Jahre wurde das Friedhofsgelände landwirtschaftlich und als Müllabladeplatz genutzt. 1982 wurde im Rahmen einer Flurbereinigung der Friedhof „wiederentdeckt“ und instand gesetzt. Seitdem wird er von der Stadt Mechernich als jüdischer Friedhof ausgewiesen und gepflegt. Am 4. November 2002 wurde er unter Denkmalschutz gestellt.
Im Frühjahr 2014 wurden durch die Stadt Mechernich an allen jüdischen Friedhöfen im Stadtgebiet (Mechernich, Bleibuir, Harzheim und Kommern) Hinweistafeln errichtet. 